# Monte Binaiya
O monte Binaiya (em indonésio:  Gunung Binaiya) é uma montanha na ilha de Ceram, na Indonésia. É o ponto mais alto da ilha, e tem 3027 m de altitude e de proeminência topográfica, sendo o 88.º pico mais proeminente do mundo.